# Protaceratherium
Protaceratherium — вимерлий рід носорогів з олігоцену та міоцену Євразії.
Це був примітивний носоріг легкої статури, пристосований до бігу.